# 가평저수지
가평저수지는 전북특별자치도 고창군 신림면에 위치한 대한민국의 저수지이다. 곰소만이 흘려가는 갈곡천의 하구이다. 1957년에 착공하여, 1961년 1월 1일 준공하였다. 시설 관리자는 고창군수과 한국농어촌공사가 담당하고 있다.

## 기본 정보
- 체제길이 : 198m
- 총 저수량 : 306 천톤
- 유역면적 : 212ha
- 만수면적 : 5.3ha
- 제체체적 : 30.000m³
- 제체높이 : 18.8m
- 유효저수량 : 306 천톤
- 홍수면적 : 6.8ha
- 수해면적 : 77ha

## 같이 보기
- 신림저수지